# Сектор 2 Флор де Мајо Веинтисијете-Веинтитрес (Вијеска)
Сектор 2 Флор де Мајо Веинтисијете-Веинтитрес (шп. Sector 2 Flor de Mayo Veintisiete-Veintitrés) насеље је у Мексику у савезној држави Коавила у општини Вијеска. Насеље се налази на надморској висини од 1186 м.

## Становништво
Према подацима из 2010. године у насељу је живело 9 становника.

### Хронологија
| Година       | 2000 | 2010 |
| ------------ | ---- | ---- |
| Становништво | 5    | 9    |

### Попис
| # | Индикатор                     | Вредност |
| - | ----------------------------- | -------- |
| 1 | Укупно домаћинстава           | 1        |
| 2 | Укупно насељених домаћинстава | 1        |
| 3 | Величина локације             | 1        |